# Stundenzugkraft
Die Stundenzugkraft ist diejenige Zugkraft, die während einer Stunde von einer Elektrolokomotive oder einer Diesellokomotive mit elektrischer Kraftübertragung ununterbrochen abgegeben werden kann, ohne dass Teile der Lokomotive wie zum Beispiel Transformatoren, Stromrichter, Fahrmotoren, Kabel durch den Stundenstrom unzulässig erhitzt werden. Da die Verlustwärme bei Lokomotiven von der erbrachten Leistung abhängig ist, kann die Angabe der Stundenzugkraft nur zusammen mit einer Geschwindigkeit erfolgen.
Die Stundenleistung ist von den Umgebungsbedingungen abhängig. Sie wird von der Außentemperatur, dem Luftdruck und den Windverhältnissen beeinflusst. Die jeweils anzuwendenden Umgebungsbedingungen sind in nationalen Normen angegeben oder werden von dem Auftraggeber festgelegt. 
Die höchstmögliche (maximale) Zugkraft bei Fahrbeginn aus dem Stillstand heraus wird für Triebfahrzeuge und Zugfahrzeuge als Anfahrzugkraft bezeichnet.